# あずさ欣平
あずさ 欣平（あずさ きんぺい、1931年5月1日 - 1997年5月24日）は、日本の男性声優、演出家。千葉県本八幡生まれ、福島県出身。青二プロダクション所属であった。旧芸名に梓欣三・梓欣造がある。

## 来歴
千葉県本八幡で生まれ、福島県で育つ。
学生時代のあだ名は「豆タンク」だった。早稲田大学卒業。劇団ピッコロ、劇団制作座、劇団仲間、劇団現代座を経て、1962年5月1日、劇団芸協を設立して後進の指導に当たった。当時は、芝居の演出の他に、外国映画、アニメーションのディレクターもしていた。声優としては江崎プロダクション。オフィス央経て、最後は青二プロダクションに所属していた。
真山美保原作の『泥かぶら』の三郎兵衛役で初舞台。
1997年5月24日に喉頭癌のため千葉県市川市の病院で死去。66歳没。

## 人物
声種はバリトン。方言は東北弁。
趣味・特技は柔道、剣道、スポーツ。

## 後任
あずさの死後、持ち役を引き継いだ人物は以下の通り。
| 後任     | 役名         | 作品                       | 後任の初出演                       |
| -------- | ------------ | -------------------------- | ---------------------------------- |
| 田中亮一 | ムーリ長老   | 『ドラゴンボール』シリーズ | 『ドラゴンボール改』第51話         |
| 後藤哲夫 | サルタン国王 | 『アラジン』シリーズ       | 『アラジンのホールニューワールド』 |

## 出演

### テレビアニメ
1971年
- さすらいの太陽（峰慎介）

1975年
- タイムボカン（ナリーキン）

1976年
- ポールのミラクル大作戦（トッカメール刑事）

1978年
- ルパン三世 (TV第2シリーズ)（1978年 - 1979年）

1979年
- 野球狂の詩（秀吉）

1980年
- 太陽の使者 鉄人28号

1981年
- 名犬ジョリィ（フェリーペ、カルロス座長）

1983年
- まんが日本史（佐倉惣五郎）

1984年
- リトル・エル・シドの冒険（フェルナンド王）

1985年
- 北斗の拳（長老）

1986年
- ゲゲゲの鬼太郎（第3作）（村長、源さん、死神）
- プロゴルファー猿（1986年 - 1988年、高僧、球斉）

1987年
- 新メイプルタウン物語 パームタウン編（サフランタウン町長）

1988年
- キテレツ大百科（1988年 - 1990年、平吉爺さん〈初代〉、満寿雄、キャンデー売り老、倉吉）

1989年
- 美味しんぼ（1989年 - 1991年、中橋、宝木老人）

1990年
- かりあげクン（銭湯の老人、遠田部長）
- ドラゴンクエスト（長老）
- ドラゴンボールZ（1990年 - 1995年、ムーリ）
- ドラゴンボールZ たったひとりの最終決戦〜フリーザに挑んだZ戦士 孫悟空の父〜（孫悟飯）
- 魔法使いサリー（金田、花の屋主人）

1991年
- ドラゴンクエスト ダイの大冒険（第1作）（1991年 - 1992年、ロモス王）
- まじかる☆タルるートくん（じゃば夫のお爺さん）

1992年
- 美少女戦士セーラームーン（占い師）

1995年
- アニメ世界の童話（王様）

1996年
- ゲゲゲの鬼太郎（第4作）（祖父）
- 名探偵コナン（田中知史）

### 劇場アニメ
- ルパン三世 カリオストロの城（1979年）
- ゲゲゲの鬼太郎 激突!!異次元妖怪の大反乱（1986年、水木先生）
- ドラゴンクエスト ダイの大冒険（1991年、姫の側近）
- ドラゴンボールZ 激突!!100億パワーの戦士たち（1992年、ムーリ[14]）
- 三国志 完結編・遥かなる大地（1994年、王累）
- 校長先生が泳いだ（1996年、校長先生）

### OVA
- 銀河英雄伝説（1989年、ウィルヘルム・フォン・クロプシュトック）
- となりのトコロ（1990年、じいさん）
- フォーチュン・クエスト 世にも幸せな冒険者たち（1993年、ミシュラン）

### 吹き替え

#### 洋画
- 青い体験
- アフリカン・ダンク（オハラ神父1〈デニス・パトリック〉）
- 運命の饗宴（チャールズ・スミス〈チャールズ・ロートン〉）
- キラー・エリート
- 空軍大戦略（キース少将〈トレヴァー・ハワード〉）
- 刑事エデン/追跡者（レビ〈リー・リチャードソン〉）
- ケープ・フィアー（裁判長〈マーティン・バルサム〉）※テレビ朝日版
- ゲッタウェイ（スリム〈リチャード・ファーンズワース〉）※テレビ朝日版
- 地獄の黙示録（報道カメラマン〈デニス・ホッパー〉） ※日本テレビ版
- 史上最大の作戦（ジョン・スティール一等兵〈レッド・バトンズ〉）※日本テレビ版
- スラップ・ショット（ジョー〈ストローザー・マーティン〉）※フジテレビ版
- セルピコ（ディレニーコミッショナー）※テレビ朝日版（思い出の復刻版ブルーレイに収録）
- 007/カジノ・ロワイヤル（カジノ支配人）※日本テレビ版
- 大脱走（プライセン〈ウルリッヒ・バイガー〉）※フジテレビ版（BD収録）
- 大陸横断超特急（シュライナー教授〈ステファン・ギラーシュ〉）※日本テレビ版
- ダラスの熱い日（ファーガソン〈ウィル・ギア〉）※テレビ朝日版
- ドッグ・イン・パラダイス（レンゾーニ〈ホセ・マリア・カファレル〉）
- 白熱（J・C・コナーズ〈ネッド・ビーティ〉）
- バック・トゥ・ザ・フューチャー PART3（酒場の老人3〈ダブ・テイラー〉）※テレビ朝日版（BD＆思い出の復刻版DVD収録）
- ペリカン文書（ローゼンバーグ裁判官〈ヒューム・クローニン〉）※テレビ朝日版
- ポセイドン・アドベンチャー（ジェームズ・マーティン〈レッド・バトンズ〉） ※日本テレビ版
- ロサンゼルス（フランク・オチョア刑事〈ヴィンセント・ガーディニア〉）※日本テレビ版

#### 海外ドラマ
- アメリカン・ヒーロー
- 三国志演義（陳珪）※NHK-BS2版
- ジム・ヘンソンのストーリーテラー（ページ〈ロス・ボートマン〉）
- スパイ大作戦
  - 隔離室で何が起こったか？（院長）
  - 陸軍給与を奪回せよ（ジョー・フェントン）
  - 細菌兵器TOD-5（モース）
  - 脱出請負業（クラベリング）
  - 戦慄“殺しの横顔”（デイン）

#### 海外人形劇
- 海底大戦争 スティングレイ ウラナリ大王の挑戦（リンカーン）

#### 海外アニメ
- ディズニー作品
  - 美女と野獣（モーリス）
  - アラジン（サルタン）
    - アラジン ジャファーの逆襲
    - アラジン完結編 盗賊王の伝説
    - アラジンの大冒険
- イウォーク物語（ディージ）※VHS版

### ゲーム
- ライズ・オブ・ザ・ドラゴン（1992年、老人、警察署長）※メガCD版
- パチ夫くん 笑う宇宙（1992年、パチンコ大王）
- ラプラスの魔（1993年、老人）
- ルパン三世 カリオストロの城 -再会-（1997年、大司教）

### CDドラマ
- 新撰組異聞 蒼き狼たちの神話1 天動（1991年、近江屋勘兵衛）

### テレビ番組
- よくみよう（1966年度、NHK教育テレビ）
- NHKスペシャル（ボイスオーバー）

## 演出
- 詩と朗読の夕べ
- ポエティカルコラージュ
- イワンの馬鹿
- 母をたずねて
- マッチ売りの少女
- 白鳥の王子
- 足長おじさん

## 著書
- 3歳から6歳までの演劇教育（明治図書出版・現代幼児教育新書5）※梓欣造名義